# Hemipepsis mauritanica
Hemipepsis mauritanica is een vliesvleugelig insect uit de familie van de spinnendoders (Pompilidae). De wetenschappelijke naam is gepubliceerd in 1767 door Linnaeus.